# Jacques Martel (chansonnier)
Pour les articles homonymes, voir Martel.
Jacques Martel, né Alfred Mallet à Léré, Cher, le 8 septembre 1877 et mort le 30 décembre 1941, est un poète et chansonnier français.

## Biographie
Monté à Paris vers l'âge de vingt ans, il fréquenta les grands de la chanson montmartroise (Aristide Bruant, Xavier Privas) et connut bientôt le succès avec des chansons berrichonnes marquées par l'amour de son terroir. Il se produisit au Chat noir, au Moulin de la Galette, au Lapin Agile et au Caveau de la République ainsi que dans plusieurs théâtres de variétés.
Il est le parolier, avec Roger Vaysse, de deux grands succès de la chanson d'avant-guerre : Je n'ai qu'une maman et La Madone aux fleurs, interprétées respectivement par Berthe Sylva et Rina Ketty.
Il est inhumé dans le cimetière de Léré, son village natal, près de l'entrée à droite.

## Publications
Il a enregistré des disques et publié plusieurs recueils, en français et en patois : 
- Ene rude attelée
- Devant les landiers
- Allumons le falot
- Le restant de la potée
- La maison sous l'orage
- La Poêlée
- Les larmes rouges
- A coups d'van
- Vers la revanche
- Le Pays
- Chansons du vent de Loire
- Chansons de mon clocher
- Chansons du vieux Berry
- Chansons de la terre natale

Il a également écrit des pièces de théâtre telles que Les gendres du père Michot, Mademoiselle de Blanchaume, L'appel du clocher, La princesse Eudoline...